# Laurent Akran Mandjo
Laurent Akran Mandjo (ur. 5 listopada 1940 w Songon-Agba, zm. 25 sierpnia 2020 w Abidżanie) – iworyjski duchowny rzymskokatolicki, w latach 1982–2015 biskup Yopougon.

## Życiorys
Święcenia kapłańskie przyjął 11 lipca 1971. 8 czerwca 1982 został prekonizowany biskupem Yopougon. Sakrę biskupią otrzymał 18 września 1982. 28 listopada 2015 przeszedł na emeryturę.